# Агаев, Ахмед Сахиб оглы
Ахмед Сахиб оглы Агаев (азерб. Əhməd Sahib oğlu Ağayev; 10 февраля 1948, Астрахан-Базарский район — 20 апреля 2004, Джалилабадский район) — советский азербайджанский механизатор и виноградарь, лауреат премии ЛКСМ Азербайджана. Депутат Верховного Совета СССР 9-го и 10-го созывов (1974—1984). Народный депутат Азербайджана (1990—1995).

## Биография
Родился 10 февраля 1948 года в селе Оджаглы Астрахан-Базарского района Азербайджанской ССР (ныне Джалилабадский район).
В 1984 году окончил факультет плодоовощеводства и виноградарства Азербайджанского сельскохозяйственного института имени Самеда Агамали оглы. 
Начал трудовую деятельность в 1964 году трактористом совхоза «1 Мая» Астрахан-Базарского района. Начав трудовую деятельность трактористом, успешно освоил профессию при наставничестве Героя Социалистического Труда Матвея Попова, в скором времени получил известность в районе как знатный многопрофильный механизатор, на своем тракторе «С-100» во время пахотных работ и обработки виноградников выполнял задания, рассчитанные на работу пятерых трактористов.
В 1976—1980 годах — бригадир комплексной виноградарской бригады, в 1980—1997 годах — директор совхоза «1 Мая» Джалилабадского района республики.
Коллектив под руководством Агаева достиг высоких результатов при выполнении планов по производству сельскохозяйственной продукции десятой (1976—1980), одиннадцатой (1981—1985) и двенадцатой (1986—1990) пятилеток. Возглавив бригаду, успешно организовал работу 25 трудящихся-виноградарей, увеличил долю механизации в общей доле работы, за счет чего добивался высокой урожайности в неполивных условиях. Так, в 1976 году Агаев только на трети участка в 37 гектаров использовал агрегат «ПРВН-72000», заменявший большей частью ручной труд, что позволило сэкономить время для других работ и обеспечить выполнение плана по сдаче винограда государству на 200 процентов. По итогам десятой пятилетки бригада под руководством Агаева выполнила два пятилетних плана, при этом только в 1980 году бригадой было сдано государству более 1000 тонн ягод вместо плановых 360. В последующие годы, руководя совхозом, Ахмед Агаев обеспечивал получение хозяйством не менее высоких урожаев. Например, в 1986 году совхоз «1 Мая» Джалилабадского района отправил в общесоюзный фонд 725 тонн винограда в свежем виде вместо плановых 700 тонн, а всего вырастило 8175 тонн ягод, из которых 1286 тонн — столового направления.
Активно участвовал в общественно-политической жизни республики и Советского Союза. С 1975 года состоял в КПСС, выдвигался делегатом на XXIX (1976) и XXX (1981) съезды Компартии Азербайджана. В 1974 и 1979 годах избран депутатом Совета Национальностей Верховного Совета СССР 10-го и 11-го созывов от Масаллинского избирательного округа № 214. В 1985 году избран депутатом Верховного Совета Азербайджанской ССР 11-го созыва от Андреевского избирательного округа № 224, в 1990 году — народным депутатом Азербайджанской ССР от Андреевского избирательного округа № 189 Джалилабадского района республики.
В 1994 году был утвержден членом Государственной комиссии по проведению аграрной реформы, в 1997—2002 годах заведовал разделом совхоза «1 Мая» Джалилабадского района между пайщиками.
Скончался 20 апреля 2004 года в родном селе.